# Station Fenny Stratford
Fenny Stratford is een spoorwegstation van National Rail in Fenny Stratford, Milton Keynes in Engeland. Het station is eigendom van Network Rail en wordt beheerd door West Midland Trains. Het station is Grade II listed

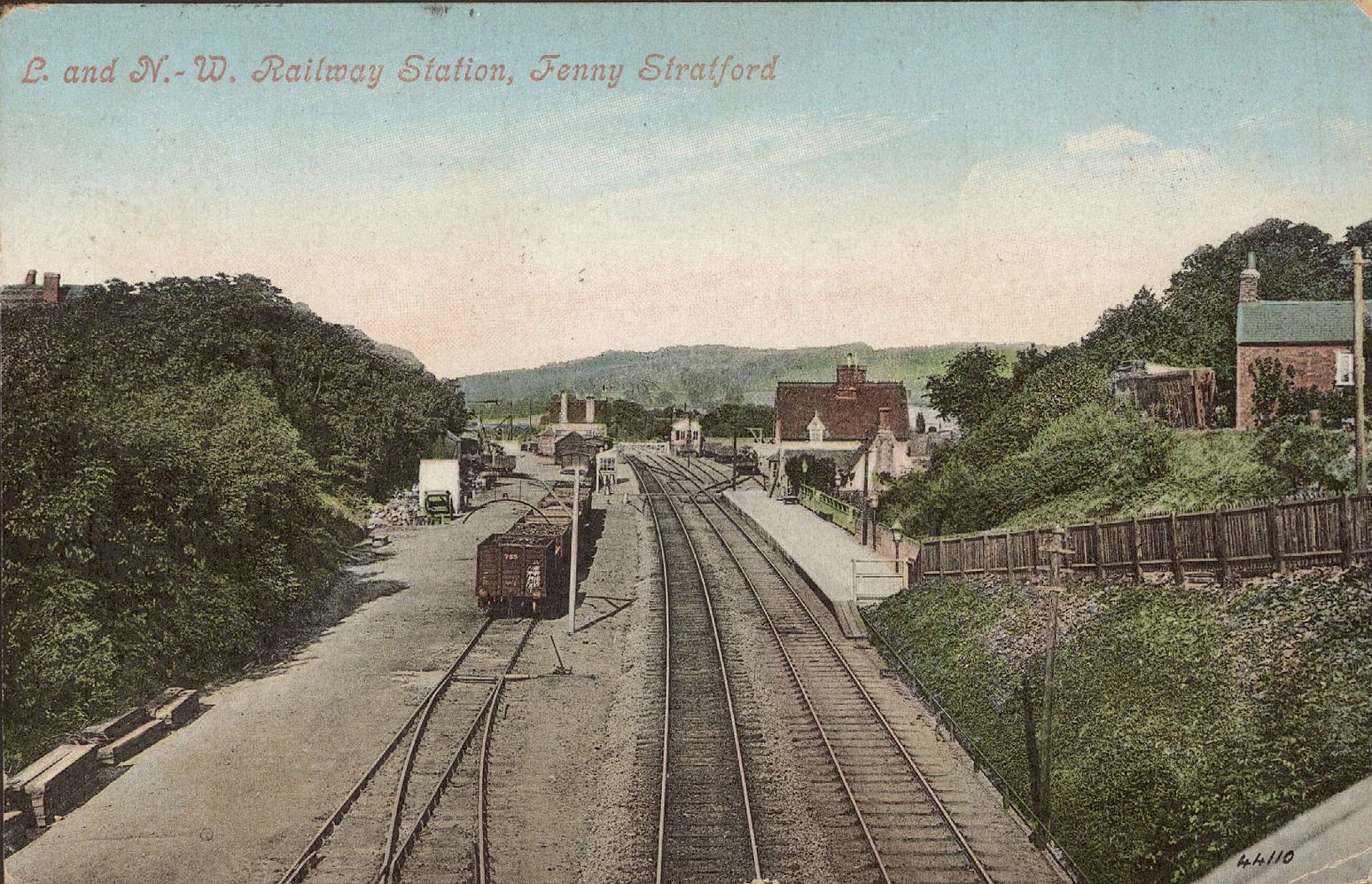
Overzicht, circa 1900